# Batt O’Keeffe
Bartholomew (Batt) O’Keeffe, irl. Parthalán Ó Caoimh (ur. 2 kwietnia 1945 w Mallow) – irlandzki polityk i wykładowca, działacz Fianna Fáil, parlamentarzysta, w latach 2008–2011 minister.

## Życiorys
W młodości uprawiał aktywnie sport, zdobywał medale w zawodach organizowanych przez Gaelic Athletic Association. Kształcił się w St. Brendan's College w Killarney, następnie studiował na University College Cork. Był wykładowcą w Cork Institute of Technology.
Zaangażował się w działalność polityczną w ramach Fianna Fáil. W 1985 uzyskał mandat radnego hrabstwa Cork. W 1987 po raz pierwszy został wybrany do Dáil Éireann, nie utrzymał miejsca w niższej izbie irlandzkiego parlamentu w kolejnych wyborach z 1989. W tym samym roku powołany w skład Seanad Éireann. W 1992 ponownie został Teachta Dála, mandat posła do Dáil Éireann odnawiał w wyborach w 1997, 2002 i 2007.
We wrześniu 2004 objął stanowisko ministra stanu (sekretarza stanu niewchodzącego w skład gabinetu) w departamencie środowiska. Od czerwca 2007 na tożsamej funkcji odpowiadał za sprawy mieszkalnictwa. W maju 2008 nowy premier Brian Cowen powierzył mu urząd ministra edukacji i nauki. Sprawował go w okresie narastającego kryzysu finansowego. W tym czasie przeforsował skutkujące protestami znaczne cięcia wydatków na szkolnictwo. W trakcie rekonstrukcji gabinetu z marca 2008 przeszedł na stanowisko ministra przedsiębiorczości, handlu i innowacji. Ustąpił jeszcze przed końcem funkcjonowania rządu w styczniu 2011.